# 금강철새조망대
금강철새조망대는 금강의 하구에 있는 철새 조망대로 전북특별자치도 군산시 성산면에 위치하고 있으며 농어촌공사에서 관리하고 있다.
금강철새조망대는 해마다 수십만 철새가 찾는 자연생태의 보고인 이곳에는 관엽식물, 자생식물 등 170여종의 식물이 자라고 있으며, 인조동굴이 설치되어 있다.
이곳은 2003년 문을 연 한국에서 가장 큰 철새 조망시설로 조류공원과 생태체험관 등을 갖추고 있다. 2013년 방문객이 8만8천 명으로 가장 많이 찾은 이후, 2015년에는 7만8천 명, 2016년에는 6만 2천 명이 방문하였다.

## 같이 보기
- 서산버드랜드